# Playoffs NBA 1972
Navigation
1971 1973
Les playoffs NBA 1972 sont les playoffs de la saison 1971-1972. Ils se terminent sur la victoire des Lakers de Los Angeles face aux Knicks de New York quatre matches à un lors des Finales NBA.

## Classements
| Conférence Est | Conférence Est         | Conférence Est | Conférence Est | Conférence Est |
| No             | Franchise              | Vic.           | Déf.           | PCT            |
| -------------- | ---------------------- | -------------- | -------------- | -------------- |
| 1              | Celtics de Boston      | 56             | 26             | 68.3           |
| 2              | Bullets de Baltimore   | 38             | 44             | 46.3           |
| 3              | Knicks de New York     | 48             | 34             | 58.5           |
| 4              | Hawks d'Atlanta        | 36             | 46             | 43.9           |
|                |                        |                |                |                |
| 5              | 76ers de Philadelphie  | 30             | 52             | 36.6           |
| 6              | Royals de Cincinnati   | 30             | 52             | 36.6           |
| 7              | Cavaliers de Cleveland | 23             | 59             | 28.0           |
| 8              | Braves de Buffalo      | 22             | 60             | 26.8           |

| Conférence Ouest | Conférence Ouest          | Conférence Ouest | Conférence Ouest | Conférence Ouest |
| No               | Franchise                 | Vic.             | Déf.             | PCT              |
| ---------------- | ------------------------- | ---------------- | ---------------- | ---------------- |
| 1                | Lakers de Los Angeles C   | 69               | 13               | 84.1             |
| 2                | Bucks de Milwaukee        | 63               | 19               | 76.8             |
| 3                | Bulls de Chicago          | 57               | 25               | 69.5             |
| 4                | Warriors de Golden State  | 51               | 31               | 62.2             |
|                  |                           |                  |                  |                  |
| 5                | Suns de Phoenix           | 49               | 33               | 59.8             |
| 6                | SuperSonics de Seattle    | 47               | 35               | 57.3             |
| 7                | Rockets de Houston        | 34               | 48               | 41.5             |
| 8                | Pistons de Détroit        | 26               | 56               | 31.7             |
| 9                | Trail Blazers de Portland | 18               | 64               | 22.0             |

## Tableau
|  | Demi-finales de Conférence | Demi-finales de Conférence | Demi-finales de Conférence |                       |   | Finales de Conférence | Finales de Conférence | Finales de Conférence |  |  | Finales NBA | Finales NBA        | Finales NBA |
|  |                            |                            |                            |                       |   |                       |                       |                       |  |  |             |                    |             |
|  | 1                          | Celtics de Boston          | 4                          |                       |   |                       |                       |                       |  |  |             |                    |             |
|  | 4                          | Hawks d'Atlanta            | 2                          |                       |   |                       |                       |                       |  |  |             |                    |             |
|  | 4                          | Hawks d'Atlanta            | 2                          |                       | 1 | Celtics de Boston     | 1                     |                       |  |  |             |                    |             |
|  | Conférence Est             |                            |                            |                       | 1 | Celtics de Boston     | 1                     |                       |  |  |             |                    |             |
|  |                            |                            | 3                          | Knicks de New York    | 4 |                       |                       |                       |  |  |             |                    |             |
|  | 3                          | Knicks de New York         | 3                          | Knicks de New York    | 4 | 4                     |                       |                       |  |  |             |                    |             |
|  | 3                          | Knicks de New York         |                            |                       |   | 4                     |                       |                       |  |  |             |                    |             |
|  | 2                          | Bullets de Baltimore       | 2                          |                       |   |                       |                       |                       |  |  |             |                    |             |
|  |                            |                            |                            |                       |   |                       |                       |                       |  |  | E3          | Knicks de New York | 1           |
|  |                            |                            | O1                         | Lakers de Los Angeles | 4 |                       |                       |                       |  |  |             |                    |             |
|  | 1                          | Lakers de Los Angeles      | 4                          |                       |   |                       |                       |                       |  |  |             |                    |             |
|  | 4                          | Bulls de Chicago           | 0                          |                       |   |                       |                       |                       |  |  |             |                    |             |
|  | 4                          | Bulls de Chicago           | 0                          |                       | 1 | Lakers de Los Angeles | 4                     |                       |  |  |             |                    |             |
|  | Conférence Ouest           |                            |                            |                       | 1 | Lakers de Los Angeles | 4                     |                       |  |  |             |                    |             |
|  |                            |                            | 3                          | Bucks de Milwaukee    | 2 |                       |                       |                       |  |  |             |                    |             |
|  | 3                          | Warriors de Golden State   | 3                          | Bucks de Milwaukee    | 2 | 1                     |                       |                       |  |  |             |                    |             |
|  | 3                          | Warriors de Golden State   |                            |                       |   | 1                     |                       |                       |  |  |             |                    |             |
|  | 2                          | Bucks de Milwaukee         | 4                          |                       |   |                       |                       |                       |  |  |             |                    |             |